# L'Apocalisse. Meditazioni sulla rivelazione nascosta
L'Apocalisse. Meditazioni sulla rivelazione nascosta (Apokalypse. Betrachtungen über die Geheime Offenbarung) è un commento di carattere mistico all'Apocalisse di Giovanni, dettato da Adrienne von Speyr al teologo cattolico Hans Urs von Balthasar, suo direttore spirituale, e pubblicato nel 1950.
La genesi dell'opera fu successivamente raccontata da Balthasar: la sera del 9 agosto 1945, a Estavayer-le-Lac, dopo aver tenuto gli esercizi di fondazione della Comunità di San Giovanni, egli trovò Adrienne in uno stato di grave turbamento, poiché ella vedeva intorno a sé un forte temporale, e avvertiva l'inizio di un terremoto, avendo il sentore che si trattasse di "visioni", cioè di qualcosa che vedeva solo lei, sicché pensava di esser diventata pazza. Ma il suo direttore spirituale, ascoltando il contenuto delle visioni, ritenne che Adrienne stesse avendo un'autentica esperienza mistica, giacché le sue descrizioni corrispondevano all'Apocalisse, che ella affermava di non aver mai letto, così egli iniziò a scrivere sotto dettatura il contenuto di tali visioni, e le spiegazioni fornite da Adrienne, fino a stendere un'opera di ampio respiro.
«Così iniziò», spiega infatti Balthasar, «questo singolare dettato, veramente apocalittico [...] con estasi, divagazioni; Adrienne vedeva le figure esattamente davanti a sé e riusciva di volta in volta a pronunciare il testo corrispondente [...]. Cosa possano dire gli esegeti di tutto questo, è un problema che qui non mi riguarda; posso garantire una sola cosa: ciò che Adrienne ha visto, descritto scrupolosamente e poi spiegato, senza conoscere il testo scritturistico, non erano certo immaginazioni soggettive». Al riguardo, la teologa Cettina Militello commenta: «Infinite possono essere le ragioni di questo rivivere il messaggio e la narrazione dell'Apocalisse, e non tutte necessariamente mistiche. Ma ovviamente ciò che prevale non è più il distacco diremmo "professionale"» di Balthasar rispetto ad Adrienne, «ma la convergenza e la contiguità amicale».

## Edizioni
- (DE) Adrienne von Speyr, Apokalypse. Betrachtungen über die Geheime Offenbarung, Einsiedeln, Johannes Verlag, 1950.
- (DE) Adrienne von Speyr, Apokalypse. Betrachtungen über die Geheime Offenbarung, 2ª ed., Einsiedeln, Johannes Verlag, 1976.
- (DE) Adrienne von Speyr, Apokalypse. Betrachtungen über die Geheime Offenbarung, 3ª ed., Einsiedeln, Johannes Verlag, 1999, ISBN 978-3-89411-248-6.
- Adrienne von Speyr, L'Apocalisse. Meditazioni sulla rivelazione nascosta, introduzione di Hans Urs von Balthasar, traduzione di Carlo Danna, Milano, Jaca Book, 1983, ISBN 88-16-30102-3.
- (ES) Adrienne von Speyr, Apocalipsis de San Juan, Madrid, Ediciones San Juan, 2009, ISBN 978-84-613-5886-1.